# Pàkharivka
Pàkharivka (en (ucraïnès): Пахарівка, en rus: Пахаревка, Pàkharevka) és un poble de la República Autònoma de Crimea a Ucraïna, que el 2014 tenia 1.161 habitants. Pertany al districte rural de Djankoi.